# Jacob Read
Jacob Read, född 1752 nära Charleston, South Carolina, död 17 juli 1816 nära Charleston, South Carolina, var en amerikansk politiker (federalist). Han var ledamot av kontinentala kongressen 1783-1785 och ledamot av USA:s senat 1795-1801.
Read studerade juridik. Han studerade sedan i England 1773-1776 och återvände därefter till South Carolina. Han deltog i amerikanska revolutionskriget och var 1780-1781 i brittisk krigsfångenskap i Saint Augustine.
Han representerade South Carolina i kontinentala kongressen och efterträdde sedan 1795 Ralph Izard i USA:s senat. Read kandiderade utan framgång till omval efter en mandatperiod i senaten.